# هانده ینر
هانده ینر، با نام کامل مکبوله هانده اوزیورت (به ترکی استانبولی: Makbule Hande Özyüret) در تاریخ ۱۲ ژانویه ۱۹۷۳ در منطقه کادیکوی استانبول، ترکیه به دنیا آمد. او یکی از برجسته‌ترین و موفق‌ترین خوانندگان زن موسیقی پاپ ترکیه به شمار می‌رود و تاثیر زیادی بر صحنه موسیقی این کشور داشته است. هانده ینر با نوآوری‌های خود در زمینه موسیقی، توانسته است سبک جدیدی را به موسیقی پاپ ترکیه معرفی کند و مخاطبان زیادی را به خود جلب کند.
ینر در دوران نوجوانی به موسیقی علاقه‌مند شد و با الهام از خوانندگان بزرگ مانند مدونا، تصمیم گرفت که به دنیای موسیقی وارد شود. او ابتدا به عنوان پیشخدمت در یک کافه مشغول به کار شد و در همان زمان به تمرینات موسیقی پرداخت. پس از چند سال تلاش و پشتکار، او توانست اولین آلبوم خود به نام "Senden İbaret" را در سال ۲۰۰۰ منتشر کند. این آلبوم با استقبال خوبی مواجه شد و هانده ینر را به عنوان یک ستاره نوظهور در دنیای موسیقی معرفی کرد.
در طول دهه‌های گذشته، هانده ینر آلبوم‌های متعددی منتشر کرده است که هر کدام به نوبه خود موفقیت‌های بزرگی را به همراه داشته‌اند. او توانسته است با تغییرات مداوم در سبک موسیقی خود، همیشه در خط مقدم موسیقی پاپ ترکیه باقی بماند. از جمله آلبوم‌های معروف او می‌توان به "Sen Yoluna... Ben Yoluma..." (۲۰۰۲)، "Aşk Kadın Ruhundan Anlamıyor" (۲۰۰۴) و "Apayrı" (۲۰۰۶) اشاره کرد.
ینر نه تنها به عنوان یک خواننده موفق شناخته می‌شود، بلکه به عنوان یک هنرمند چندوجهی نیز مطرح است. او در زمینه ترانه‌سرایی و تهیه‌کنندگی موسیقی نیز فعالیت دارد و بسیاری از ترانه‌هایش را خود نوشته و تهیه کرده است. همچنین، او به عنوان یک شخصیت تلویزیونی و داور در برنامه‌های استعدادیابی مختلف نیز حضور داشته است.
یکی از ویژگی‌های برجسته هانده ینر، توانایی او در تغییر و تکامل سبک موسیقی‌اش است. او در طول سال‌ها، از سبک‌های مختلفی مانند پاپ، الکترونیک، هاوس و رقص بهره برده و توانسته است با ترکیب این سبک‌ها، صدای منحصر به فردی خلق کند. این نوآوری‌ها باعث شده که او همیشه در خط مقدم موسیقی ترکیه باقی بماند و مخاطبان جدیدی را به خود جذب کند.
هانده ینر همچنین به خاطر اجراهای زنده پویا و پرانرژی خود شناخته می‌شود. او در کنسرت‌های خود، با استفاده از جلوه‌های ویژه و نمایش‌های دیدنی، توانسته است تجربه‌ای متفاوت و جذاب را برای هوادارانش فراهم کند. همچنین، او در طول سال‌ها توانسته است جوایز متعددی را در زمینه موسیقی کسب کند و به یکی از پر افتخارترین هنرمندان ترکیه تبدیل شود.
در کنار موفقیت‌های حرفه‌ای، هانده ینر به عنوان یک فرد اجتماعی نیز فعالیت دارد و از طریق فعالیت‌های خیریه و حمایتی، سعی در کمک به جامعه و نیازمندان داشته است. او با شرکت در کمپین‌های مختلف و حمایت از سازمان‌های خیریه، نشان داده است که به مسائل اجتماعی و انسانی نیز اهمیت می‌دهد.
در مجموع، هانده ینر یکی از تاثیرگذارترین و موفق‌ترین خوانندگان زن موسیقی پاپ ترکیه به شمار می‌رود. او با نوآوری‌ها و تغییرات مداوم در سبک موسیقی خود، توانسته است همیشه در اوج بماند و مخاطبان زیادی را به خود جذب کند. فعالیت‌های چندوجهی او در زمینه‌های مختلف هنری و اجتماعی، نشان‌دهنده تعهد و پشتکار او به حرفه و جامعه است. هانده ینر با بیش از دو دهه فعالیت موفق، به یکی از نمادهای موسیقی ترکیه تبدیل شده و همچنان به مسیر خود در دنیای موسیقی ادامه می‌دهد.

## زندگی شخصی
او پس از اتمام دوره راهنمایی تصمیم گرفت به هنرستان برود، اما پس از مخالفت خانواده‌اش، در دبیرستان دخترانه ارنکوی ثبت نام کرد. سپس مدتی به عنوان فروشنده مشغول به کار شد و در سال ۱۹۹۰ ازدواج کرد. مادرش خانه‌دار و پدرش فوتبالیست بود نام مادرش Yıldız Yazıcı و نام پدرش Erol Özyener می‌باشد. او یک خواهر دیگر نیز داردکه پنج سال از او بزرگتر است. هانده در خانواده‌ای از لحاظ مالی متوسط پروش یافت.

### ازدواج
در زمانی که هانده هفده سال داشت، پدرش به خاطر وابستگی شدید به الکل و اختلافات خانوادگی، از مادر هانده طلاق گرفت و این مسئله هانده را به شدت تحت تأثیر قرار داد. بعد از مدتی یعنی در سال ۱۹۹۰ و در دوران جوانی برای اولین بار با شخصی به نام Uğur Kulaçoğlu ازدواج کرد. در همان سال صاحب یک فرزند پسر شد. ولی به خاطر اینکه در سن پایین ازدواج کرده بود با گذشت زمان اختلافت زیادی بین او و همسرش به وجود آمد و در سال ۱۹۹۴ این ازدواج به طلاق انجامید.

## همکاری با سزن آکسو
او در سال ۱۹۹۲ هولیا آوشار را در مرکز خریدی که در آن مشغول به کار بود، در حال خرید ملاقات کرد. هولیا اوشار باعث شد تا او سزن آکسو را ملاقات کند. در پی این ملاقات او به مدت دو سال به عنوان وکالیست همخوان با او همکاری کرد.
او پس از ۲ سال از سزن اکسو جدا شده و پیش سیاوش گیل به مدت یک سال به آموزش موسیقی پرداخت. پس از آن مدت‌ها در کلوب‌ها و بارهای شبانه، علی‌الخصوص در آنتالیا، به اجرا مشغول شد.

## زندگی حرفه ای

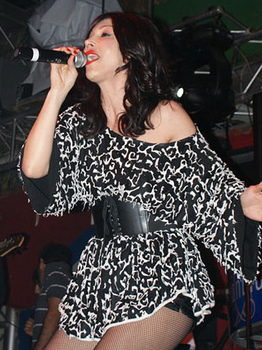
هانده ینر ، خواننده پاپ ترک در کنسرت در آرنا مارماریس. سال ۲۰۰۹

او مدتی به عنوان خواننده پشتیبان اکسو کار کرد، قبل از همکاری با آلتان چتین که به او در تهیه اولین آلبوم استودیویی‌اش، Senden İbaret، که در سال ۲۰۰۰ منتشر شد، کمک کرد. او بعداً آلبوم MÜ-YAP Sen Yoluna... Ben Yoluma را منتشر کرد. … (۲۰۰۲)، پس از آن Aşk Kadın Ruhundan Anlamıyor (2004) و Apayrı (۲۰۰۶). این آلبوم‌ها او را به یکی از هنرمندان موفق در داخل ترکیه در دهه ۲۰۰۰ تبدیل کرد. با آلبوم Nasıl Delirdim؟ (۲۰۰۷)، او سبک خود را به سمت موسیقی الکترونیک تغییر داد و برای مدتی از موسیقی پاپ فاصله گرفت. در این دوره که اولین دهه فعالیت او را تشکیل داد، بسیاری از آهنگ‌های او به موفقیت‌های بزرگ تبدیل شدند، از جمله "Yalanın Batsın", "Sen Yoluna... Ben Yoluma...", "Acele Etme", "Kırmızı"، "Kırmızı" Kelepçe, "Aşkın Ateşi", "Kibir" و "Romeo".
اگرچه آهنگ‌های الکترونیکی ینر مورد تحسین منتقدان قرار گرفت، اما او در مقایسه با کارهای قبلی‌اش دچار ضرر تجاری شد، که منجر به مشکلات متعددی با شرکای تهیه‌کننده‌اش شد. از این رو، دوران موسیقی الکترونیک ینر در چند سال و با آلبوم پاپ Hande'ye Neler Oluyor به پایان رسید. (۲۰۱۰) او به بیلبرد موسیقی پاپ بازگشت. آلبوم‌های پاپ منتشر شده در این مرحله از زندگی حرفه‌ای او اغلب با آلبوم‌های اولیه‌اش مقایسه می‌شدند، و اگرچه به‌طور کلی نقدهای متفاوتی دریافت کردند، اما بسیاری از آهنگ‌های آن‌ها، به‌ویژه آهنگ‌هایی از Mükemmel (2014) و Hepsi Hit Vol. 1 و جلد. 2 (17-2016) توانست در صدر جدول موسیقی ترکیه قرار گیرد. از جمله این آهنگ‌ها می‌توان به «بدروم»، «یا یا یا یا»، «نابر»، «سباستین»، «مور»، «باکیکاز آرتیک» و «بنی سو» اشاره کرد.
ینر در طول زندگی حرفه‌ای خود تحت تأثیر تعدادی از هنرمندان از جمله مدونا قرار گرفته‌است که تصویر، کلیپ‌ها و اجراهای او اغلب با او مقایسه می‌شود. در دهه ۲۰۰۰، او یکی از معدود هنرمندانی بود که آلبومی داشت که با موفقیت بیش از ۱ میلیون نسخه در ترکیه فروخت. در سال ۲۰۱۳، او خواننده ترکی بود که موزیک ویدیوهایش بیشترین بازدید را در یوتیوب داشت. در اواخر دهه ۲۰۰۰، او به عنوان نماد همجنس‌گرایان در داخل ترکیه شناخته می‌شد و با بیان برخی اظهارات خواستار ارتقای حقوق دگرباشان جنسی در ترکیه شد، اما پس از سکوت در مورد مسائل دگرباشان جنسی در سال‌های بعد، هدف انتقاد قرار گرفت. در نیمه دوم دهه ۲۰۱۰، او دامنه کار خود را گسترش داد و به‌طور دوره ای به عنوان اپراتور کلوپ‌های شبانه مختلف مشغول به کار شد. ینر پنج جوایز پروانهٔ طلایی و همچنین چهار جایزه موسیقی کرال ترکیه را دریافت کرده‌است و جوایز و نامزدهای مختلف دیگری نیز دریافت کرده‌است.

## آلبوم‌شناسی
| سال  | جلد | عنوان | فروش                        |
| ---- | --- | --- | --------------------------- |
| ۲۰۰۰ |     | Senden İbaret (عبارت از تو) - ۰۱-Yalanın Batsın - ۰۲-Bunun Adı Ayrılık - ۰۳-Güvenemiyorum - ۰۴-Yoksa Mani - ۰۵-Haykırdım Seni - ۰۶-Senden İbaret - ۰۷-Anlamadın ki - ۰۸-Bitmesin Bu Rüya - ۰۹-Güvenemiyorum Remix - ۱۰-Yalanın Batsın Remix |                             |
| ۲۰۰۱ |     | Extra (اضافه) - ۰۱-Sürünüyorum - ۰۲-Yalanın Batsın - ۰۳-Senden İbaret - ۰۴-Güvenemiyorum - ۰۵-Bitmesin Bu Rüya - ۰۶-Yalanın Batsın (Club Mix) - ۰۷-Sürünüyorum |                             |
| ۲۰۰۲ |     | Sen Yoluna, Ben Yoluma (تو براه خودت، من براه خودم) - ۰۱-Şansın Bol Olsun - ۰۲-Duyduk Duymadık Demeyin - ۰۳-Sen Yoluna... Ben Yoluma - ۰۴-Yanmışız - ۰۵-Üzgünüm O Kadın Ben Değilim (Ü.O.K.B.) - ۰۶-Küs - ۰۷-Evlilik Sandalı - ۰۸-Elin Diline Sakız Ederim - ۰۹-Sözün Söz müdür - ۱۰-Hadi Geçmiş Olsun - ۱۱-Mendil - ۱۲–۳۲ Kısım - ۱۳-Bakarım Keyfime - ۱۴-Bana Olanlar - ۱۵-Kazanamadık - ۱۶-Sen Yoluna... Ben Yoluma (Dans Version) - ۱۷-Duyduk Duymadık Demeyin (Alaturka) - ۱۸-Yanmışız (Ud Version) - ۱۹-Yanmışız (Greko Latin) |                             |
| ۲۰۰۴ |     | Aşk Kadın Ruhundan Anlamıyor (عشق روح زنان را درک نمی‌کند) - ۰۱-Kırmızı - ۰۲-Bedenim Senin Oldu - ۰۳-Bir İz Gerek - ۰۴-Acele Etme - ۰۵-Bu Yüzden - ۰۶–۲۴ Saat - ۰۷-Armağan - ۰۸-Hoşgeldiniz - ۰۹-Yanındaki Var Ya - ۱۰-Acı Veriyor - ۱۱-Acısı Çıkıyor - ۱۲–۳۲ Kısım - ۱۳-Savaş Sonrası - ۱۴-Bence Mutluyduk - ۱۵-Aşk Kadın Ruhundan Anlamıyor - ۱۶-Savaş Sonrası [Remix] - ۱۷–۲۴ Saat [Remix] | * Turkey: Diamond (400.000) |
| ۲۰۰۶ |     | Apayrı (Totally apart) - ۰۱-Yola Devam - ۰۲-Apayrı - ۰۳-Nasıl Zor Şimdi - ۰۴-Kelepçe [Club Version] - ۰۵-Kim Bilebilir Aşkı - ۰۶-Bugün Sevgililer Günü - ۰۷-Şefkat Gibi - ۰۸-Aşkın Ateşi - ۰۹-Kanat - ۱۰-Unut - ۱۱-Düş Bozumu - ۱۲-Sakin Olmalıyım - ۱۳-Sorma - ۱۴-Kelepçe [Clip Version] - ۱۵-İnsanlar Çok | * Turkey: Gold (165.000)    |
| ۲۰۰۶ |     | Hande Maxi (Hande Maxi) - ۰۱-Biraz Özgürlük - ۰۲-Deri Eldiven - ۰۳-Heey Çocuk - ۰۴-Kelepçe (New Version) - ۰۵-Kim Bilebilir Aşkı (New Version) - ۰۶-Yola Devam (New Version) |                             |
| ۲۰۰۷ |     | Nasıl Delirdim (How I went mad) - Kibir (Yanmam Lazım) - Ne Yaparsın - Yalan Olmasın - Romeo - Fırtına - Şu an erken - Paranoya - Nasıl Delirdim - Kurtar Beni - Kötülük - Sen Anla - Aşkın Gücü - Naciye - Seni Sevi... yorumlar yok - Kibir Remix (CD Bonus Track) | * Turkey: Gold (70.000)     |